# Saint-Julien-de-Chédon
Saint-Julien-de-Chédon ist eine französische Gemeinde mit 777 Einwohnern (Stand: 1. Januar 2022) im Département Loir-et-Cher in der Region Centre-Val de Loire; sie gehört zum Arrondissement Romorantin-Lanthenay (bis 2017: Arrondissement Blois) und zum Kanton Montrichard Val de Cher. 

## Geographie
Saint-Julien-de-Chédon liegt etwa 39 Kilometer südsüdwestlich von Blois und etwa 39 Kilometer ostsüdöstlich von Tours am Cher, der die Gemeinde im Norden begrenzt. Umgeben wird Saint-Julien-de-Chédon von den Nachbargemeinden Montrichard Val de Cher im Norden, Angé im Osten, Céré-la-Ronde im Süden und Südwesten sowie Faverolles-sur-Cher im Westen.
Im Gemeindegebiet liegt ein kleiner Flugplatz.

## Bevölkerungsentwicklung
| 1962                       | 1968 | 1975 | 1982 | 1990 | 1999 | 2006 | 2017 |
| 537                        | 560  | 639  | 717  | 733  | 698  | 713  | 756  |
| Quellen: Cassini und INSEE |      |      |      |      |      |      |      |

## Sehenswürdigkeiten
- Kirche Saint-Julien